# Cantó de Rumilly
El cantó de Rumilly és un cantó francès del departament de l'Alta Savoia, situat al districte d'Annecy. Té 18 municipis i el cap és Rumilly.

## Municipis
- Bloye
- Boussy
- Crempigny-Bonneguête
- Étercy
- Hauteville-sur-Fier
- Lornay
- Marcellaz-Albanais
- Marigny-Saint-Marcel
- Massingy
- Moye
- Rumilly
- Sales
- Saint-Eusèbe
- Thusy
- Val-de-Fier
- Vallières
- Vaulx
- Versonnex

| Data d'elecció                           | Identitat           | Partit                    | Qualitat |
| ---------------------------------------- | ------------------- | ------------------------- | -------- |
| 1951-1958                                | François de Menthon | MRP                       |          |
| 1958-1976                                | René Darmet         | Divers droite, després CD |          |
| 1976-1989                                | Louis Dagand        | UDR, després RPR          |          |
| 1989-2008                                | Camille Beauquier   | RPR, després UMP          |          |
| 2008-                                    | Christian Heison    | Divers droite             |          |
| les dades anteriors no són pas conegudes |                     |                           |          |